# Simulium tumninum
Simulium tumninum är en tvåvingeart som beskrevs av Bodrova 1989. Simulium tumninum ingår i släktet Simulium och familjen knott. Inga underarter finns listade i Catalogue of Life.